# Charles-Ferdinand Morel
Pour les articles homonymes, voir Morel.
Ne doit pas être confondu avec Ferdinand Morel.
Charles-Ferdinand Morel, dit le doyen Morel, né le 7 septembre 1772 à Corgémont et mort le 7 mai 1848 dans la même ville, est un théologien et homme politique suisse.

## Biographie
À l'âge de quinze ans, il entre à l'académie de Bâle où il étudie la théologie. Ses études achevées, il s’engage pour trois ans comme aumônier dans le Régiment de l’Évêché de Bâle au service de France. Il assiste alors aux premières manifestations de l'agitation révolutionnaire. La fuite de Varennes lui cause une émotion profonde. De témoin, il devient acteur, membre et secrétaire d'un club jacobin local. 
De retour au pays, il se marie en 1801 avec l'écrivaine Isabelle de Gélieu, fille du pasteur Jonas de Gélieu de Colombier et grande amie d'Isabelle de Charrière. 
Il fonde en 1816 la Caisse centrale des pauvres (devenue l'Association des œuvres d'utilité publique du district), puis l'orphelinat de son district, toutes institutions qui existent encore aujourd’hui. Il contribue à l'amélioration de l'agriculture, à l’implantation de l’industrie et au développement des voies de communication. Il participe aux travaux de l'Assemblée constituante bernoise de 1831, dont il fut l'un des membres les plus actifs et les plus écoutés. Il publie plusieurs ouvrages : « Mémoire sur l'éducation des bêtes à laine, et les moyens de les perfectionner », 1804 ; « Quel sont les avantages et les inconvénients de l'abolition de la vaine pâture, et quel serait le meilleur parti à prendre à cet égard ? » 1806 ; « Abrégé de l'histoire et de la statistique du ci-devant Evêché de Bâle, réuni à la France en 1793 » ; « Projet de constitution pour le Jura, comme canton indépendant, analogue à celle des États-Unis », 1814. 
Un monument est élevé à sa mémoire à Corgémont, dans le Jura bernois.

## Œuvre
- Abrégé de l'histoire et de la statistique du ci-devant Évêché de Bâle, réuni à la France en 1793 : suivi de renseignemens sur ses principales familles et ses anciens châteaux, 1813
- Essai sur cette question : Quels sont les avantages et les inconveniens de l'abolition de la vaine pâture, et quel seroit le meilleur parti à prendre à cet égard ?, 1806